# Рат из 1812.
Рат из 1812. је био војни конфликт између Сједињених Држава и Британске империје који за последицу није имао територијалне промене, али је решио многа питања заостала из Америчког рата за независност. Сједињене Државе су објавиле рат из неколико разлога, укључујући и трговинске рестрикције које је донео британски рат против Француске, присиљавање америчких трговачких морнара да ступе у Краљевску морнарицу, британску подршку индијским племенима против америчке експанзије, огорчење због увреде националне части након америчког понижења на отвореним морима и америчка жеља да припоји себи Канаду.
Рат се водио на три главна бојишта. Прво, на мору, ратни бродови и гусари обе стране нападали су трговачке бродове оне друге стране, док су Британци блокирали атлантску обалу САД и покренули велике нападе у каснијим фазама рата. Даље, копнене и поморске битке су вођене на америчко-канадској граници, која је ишла дуж Великих језера и реке Сен Лорен. На трећем бојишту, на америчком Југу и обали Мексичког залива су такође вођене велике копнене битке у којима су америчке снаге поразили британске индијанске савезнике и одбили британске инвазионе снаге у Њу Орлеансу. Обе стране су нападале територију оног другог, али ови упади су били неуспешни или су имали привремени успех. На крају рата, обе стране су окупирали делове територије противника, али су они враћени Споразумом из Гента.
Због заузетости већине војних снага ратовима у Европи до 1814, Британци су прво водили одбрамбену стратегију током америчких напада на Доњу и Горњу Канаду. До 1813. године војска САД је освојила језеро Ири, делове западног Онтарија и уништила Текумсеову индијанску конфедерацију, а тиме и могућност независне индијанске државе у Северној Америци коју је подржавало Британско царство. На северозападу, генерал Ендру Џексон је уништио војску Крик Индијанаца у бици код Хорсшу Бенда 1814. године. Након Наполеоновог пораза 6. априла 1814., Британци су усвојили агресивнију стратегију, и послали три велике инвазионе армије. Британска победа у бици код Бладенсбург у августу 1814. омогућила им је да заузму и спале Вашингтон. Америчке победе у септембру 1814- и јануару 1815. су одбиле све три британске инвазије у Њујорку, Балтимору и Њу Орлеансу.
У Сједињеним Државама, победе код Балтимора 1814. (која је инспирисала стихове химне САД, Барјак искићен звездама) и Њу Орлеанса 1815. године су произвеле националну еуфорију коју су они назвали „Други рат за независност”. Након тога уследило је раздобље које су назвали „доба добрих осећаја” јер су се становници САД углавном повезали, а партизански сукоби милиција на супротним странама су готово заборављени. Канада је такође из рата изашла са снажнијим осећајем националне припадности и солидарности, углавном због успешних одбрана од америчких напада. Битке као што су битка код Квинстон Хејтса и битка код Крајслерове фарме су постале легендарне за Англо-Канађане. У Онтарију, рат против САД се и данас назива „америчком експанзионистичком инвазијом” и слави се победа Канаде. У Великој Британији се на рат гледало само као споредни оружани сукоб у склопу Наполеонских ратова.